# Gutterball
Gutterball var en amerikansk underground/indie gruppe dannet i 1993 bestående af Stephen McCarthy, Brian Harvey, Johnny Hott, Armistead Welford og Steve Wynn. Musikalsk spændte gruppen fra rå rock over blues til smukke ballader. Gutterball opløstes allerede i 1995, men gendannedes for en enkelt aften den 9. januar 2003. Yderligere gendannelser forekommer ikke sandsynlige idet Brian Harvey blev myrdet den 1. januar 2006.

## Diskografi
- Gutterball (1993)
- Weasel (1995)
- Turnyor Hedinkov (1995)